# السبيطيين (أولاد خليفة)
السبيطيين هو دُوَّار يقع بجماعة سيدي موسى لمهاية، عمالة وجدة أنكاد، جهة الشرق في المملكة المغربية. ينتمي الدوّار لمشيخة أولاد خليفة التي تضم 5 دواوير. يقدر عدد سكانه بـ 222 نسمة حسب الإحصاء الرسمي للسكان والسكنى لسنة 2004.

## روابط خارجية
- البوابة الوطنية للجماعات الترابية
- المندوبية السامية للتخطيط